# BMW E28
La BMW E28 è la seconda generazione della BMW Serie 5, un'autovettura di fascia alta prodotta dal 1981 al 1987 dalla casa automobilistica tedesca BMW. In Sudafrica venne prodotta per il mercato locale fino al 1989.

## Profilo e storia

### Contesto
La Serie 5 E28 venne introdotta nel 1981 come erede della E12, di cui costituiva un'evoluzione. Il modello nasce dalle direttive impartite alla casa dell'elica dal governo di quella che all'epoca era la Germania Ovest. Tali direttive riguardavano essenzialmente la riduzione dei consumi, e la BMW si è imposta di realizzare una nuova generazione di berline di fascia alta che soddisfacesse tali criteri. In fase di progetto, venne realizzata una nuova scocca, più leggera della precedente di circa un centinaio di kg.

### Design e interni

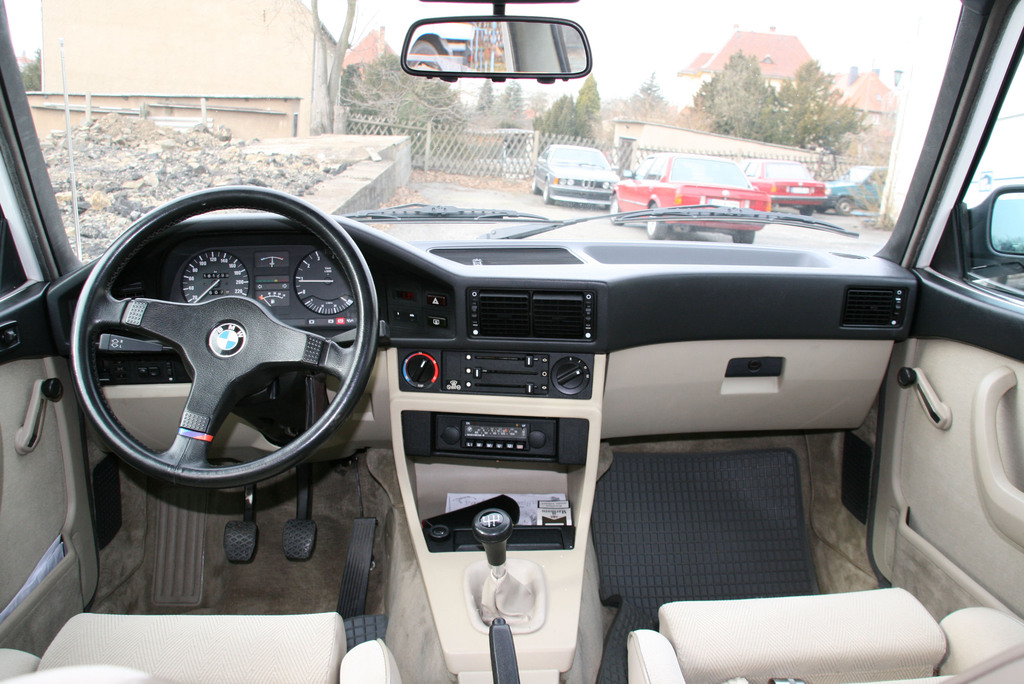
Interni di una BMW 525i

Apparentemente molto simile alla generazione precedente, la E28 era in realtà piena di aggiornamenti, sia estetici che meccanici. Innanzitutto il passo venne allungato, mentre parabrezza e lunotto erano più inclinati. Anche se il frontale appare simile a quello della E12, in realtà era anch'esso completamente ridisegnato, così come ridisegnata era la coda. Tali aggiornamenti estetici, globalmente molto lievi nonostante l'entità dei lavori, hanno comunque permesso di ottenere un Cx minore rispetto alla E12, e pari a 0.383.
Anche gli interni sono stati ridisegnati, pur mantenendo un'impostazione tipica di una berlina di prestigio com'era la E28. L'abitabilità è notevole anche per cinque persone, grazie anche al leggero incremento di spazio interno rispetto alla E12. Il posto guida mantiene la stessa comodità del precedente modello e la plancia è sempre ottimamente leggibile, poiché rivolta verso il conducente. Notevole anche l'ergonomia della strumentazione: ogni dispositivo è facilmente azionabile ed a portata di mano. Unico neo, il contagiri ottenibile a pagamento sulle versioni meno ricche. Tra le "chicche", l'indicatore luminoso degli intervalli di assistenza (Service Interval), che ricorda al conducente l'approssimarsi di un necessario tagliando presso i centri di assistenza BMW. La visibilità generale è migliorata grazie alle più ampie superfici vetrate.

### Dotazione, motori e meccanica
La dotazione di serie della nuova E28 è al debutto piuttosto completa, ma migliorabile. Mancano infatti nelle versioni meno ricche il già citato contagiri, le regolazioni per volante e sedile conducente, il cambio a 5 marce e la chiusura centralizzata. Sono presenti però il climatizzatore automatico, il retrovisore esterno elettrico ed il già citato indicatore dei periodi di tagliando.

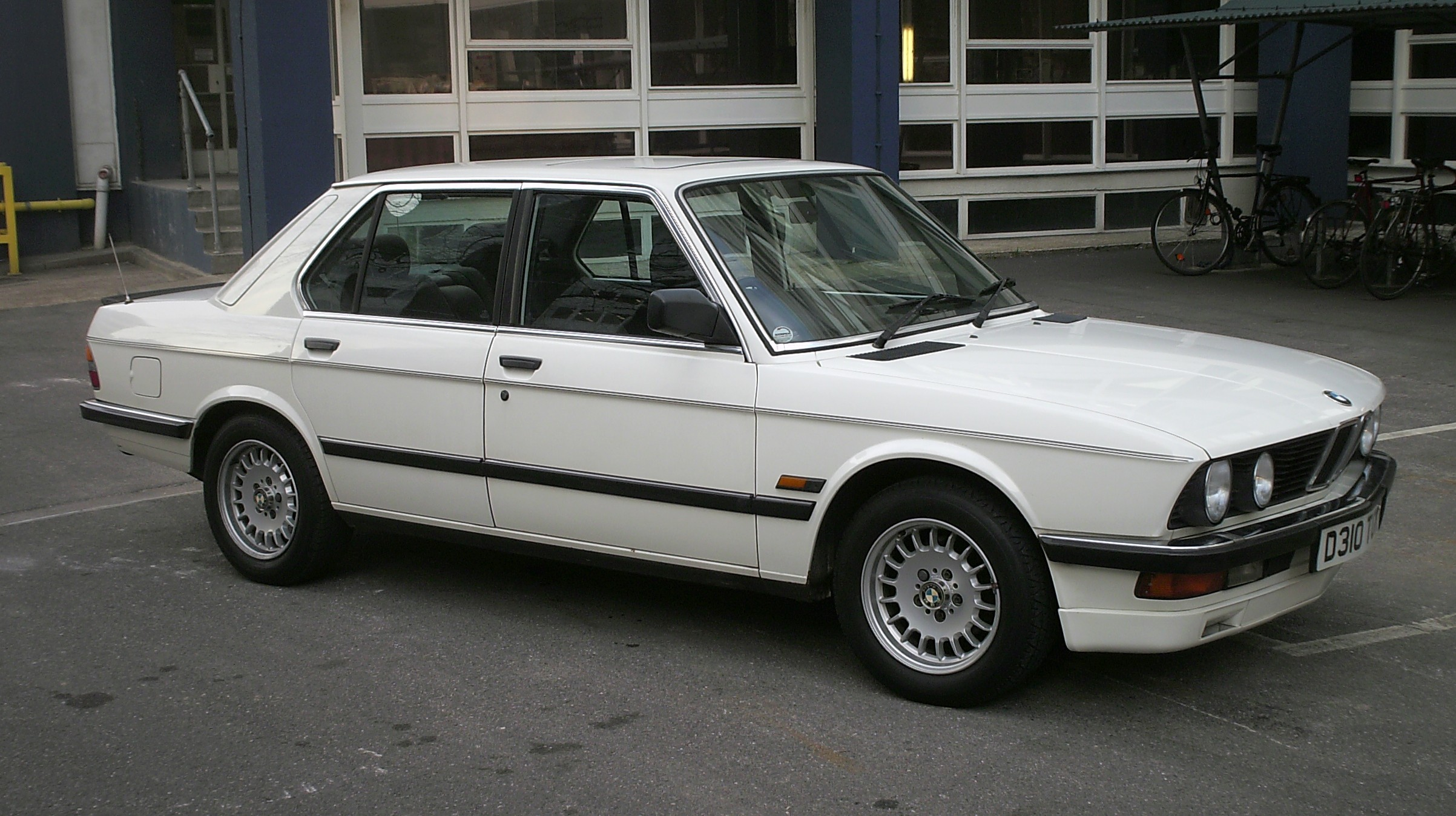
Vista laterale di una BMW 520i del 1987

I motori disponibili erano gli stessi della precedente E12, ma tutte le versioni a 6 cilindri beneficiavano dell'alimentazione a iniezione elettronica in luogo di quella meccanica. La gamma iniziale includeva: 518 (4 cilindri a carburatore di 1766 cm³, 90 CV); 520i (6 cilindri a iniezione di 1991 cm³ da 125 CV); 525i (6 cilindri a iniezione di 2494 cm³ da 150 CV) e 528i (6 cilindri a iniezione di 2788 cm³ da 184 CV).
Dal punto di vista meccanico si hanno novità nella geometria delle sospensioni: l'avantreno è derivato da quello della contemporanea Serie 7 E23 (bracci trasversali con doppio snodo e barra antirollio), mentre il retrotreno utilizza bracci triangolari di nuova progettazione. Per quanto riguarda l'impianto frenante, le 518 e 520i montavano un impianto frenante misto, mentre le versioni più ricche montavano un impianto frenante a dischi (quelli anteriori autoventilati). A richiesta, sempre sulle 525i e 528i, il montaggio dell'impianto antibloccante dei freni ABS della Bosch. Il cambio era a 5 marce su tutta la gamma, tranne che nella 518, che montava un 4 marce. A richiesta era disponibile anche un differenziale autobloccante.

## Evoluzione
A causa del mancato rinnovo integrale dell'auto, la E28 fu soggetta ad una precoce obsolescenza. Ebbe modo comunque di ottenere un buon successo di vendite, essendo stata prodotta in oltre 700 000 esemplari. Nel 1983 la gamma venne completata con l'introduzione della sportiva M535i (3430 cm³, 218 CV), molto caratterizzata (spoiler, sedili sportivi, cerchi in lega). La M535i ha l'ABS di serie (sulle altre versioni viene fornito come optional). Nel 1984 la 518 a carburatore lasciò il posto alla 518i a iniezione (105 CV), ma la novità più importante fu l'introduzione della 524td, primo modello a gasolio della casa di Monaco di Baviera. Grazie ad una sofisticata gestione elettronica e all'utilizzo di un turbocompressore, la 524td, che aveva una cilindrata di 2443 cm³, era in grado di erogare 115 CV. Dallo stesso anno anche 525i e 528i hanno l'ABS di serie.

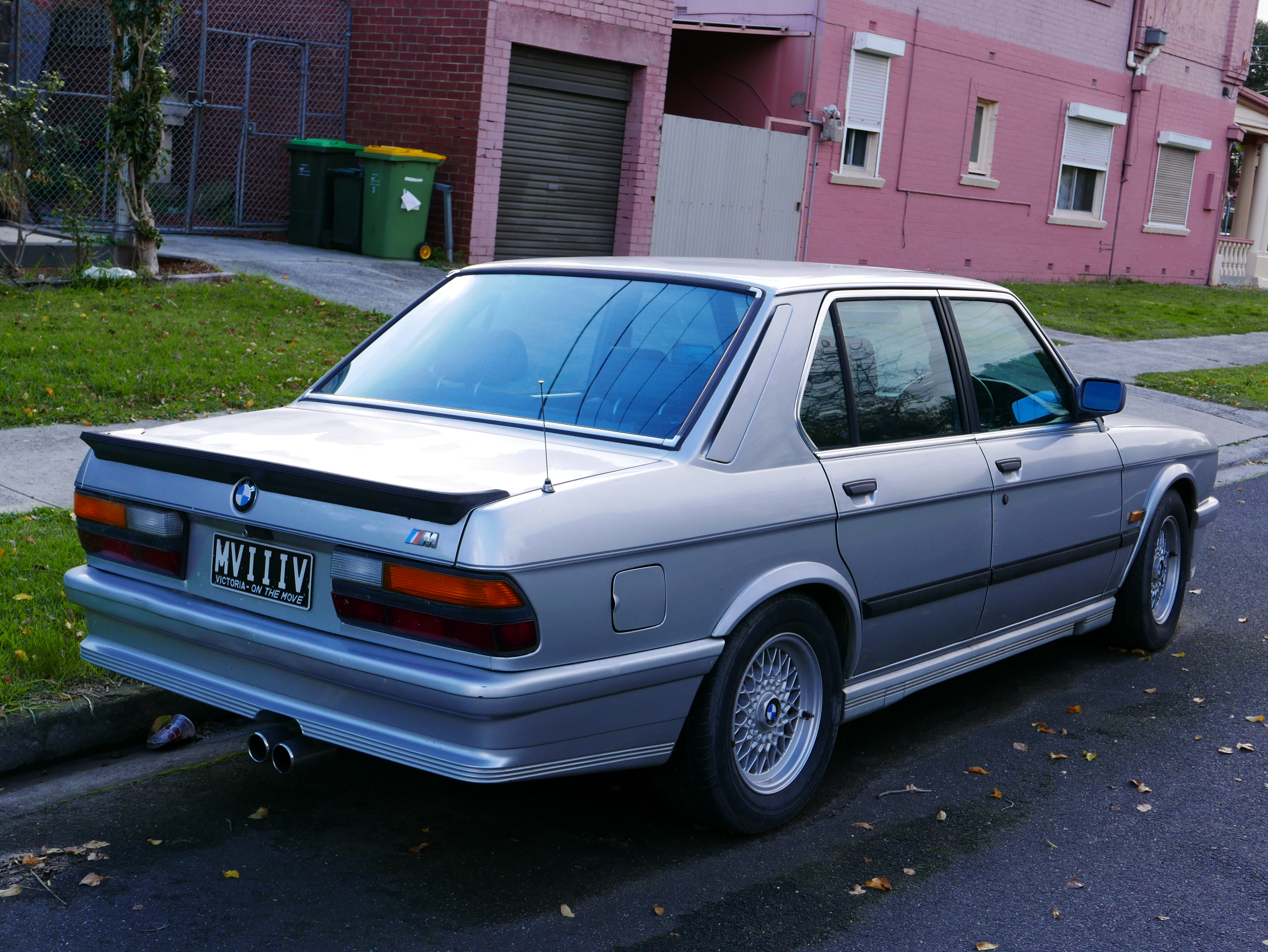
Posteriore di una BMW M535i del 1986

Nel 1985 venne lanciata la 524d (con motore diesel aspirato da 86 CV), mentre la potenza della 520i, grazie ad un nuovo impianto di iniezione, crebbe a 129 CV. L'anno successivo la M535i uscì di scena rimpiazzata da 2 modelli: la 535i, con la stessa meccanica e carrozzeria normale, e la M5, con motore 6 cilindri a iniezione di 3453 cm³ e testata a 24 valvole (286 CV).
La M5 aveva una carrozzeria molto sobria, la stessa della 535i (identica, a sua volta, a quella delle sorelle di cilindrata inferiore). Il suo potente motore M88/3 da 3.5 litri erogava 286 CV e permetteva di raggiungere i 245 km/h di velocità massima.
La produzione, oltre che in Germania, venne avviata dal 1985 anche in Sudafrica, come nel caso della E12, ma a differenza di quest'ultima il successo della E28 fu decisamente inferiore alle aspettative.
L'ultima novità (solo per il mercato italiano) fu la 520i L (1987), caratterizzata da un allestimento molto ricco (anche l'ABS è di serie) e da una carrozzeria più sportiva (ruote in lega, spoiler posteriore e verniciatura in nero opaco delle parti cromate).
Le E28 uscirono di listino alla fine di dicembre del 1987.

## Le altre E28

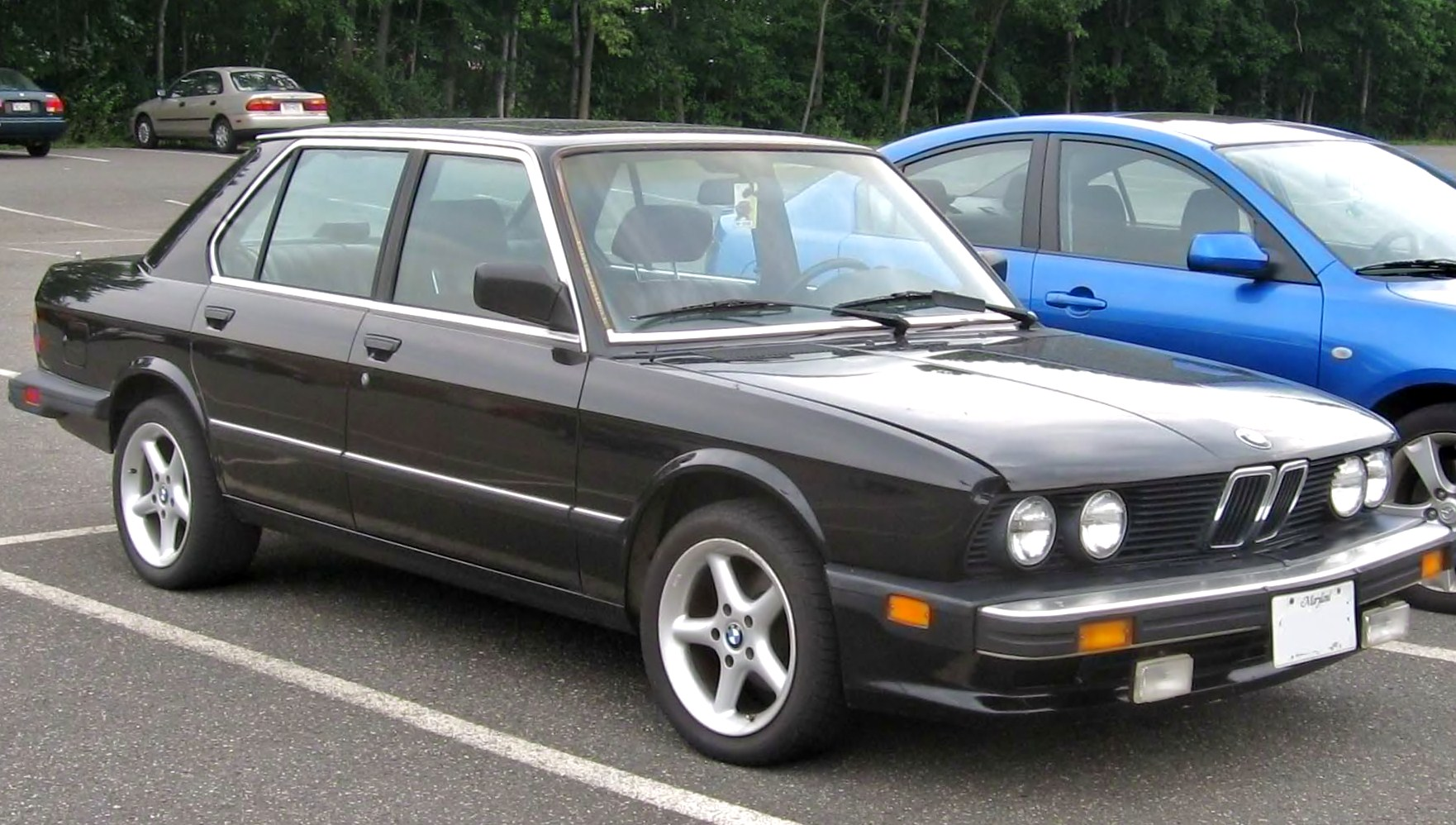
Una BMW 525i E28 prevista per il mercato USA

Come nel caso della E12, anche la produzione della E28 ha conosciuto differenze a seconda del mercato di destinazione. Per esempio, la 518i è stata prevista fino al mese di agosto del 1984 solo per alcuni mercati esteri. In madrepatria sarebbe giunta solo dal settembre dello stesso anno. Inoltre, la 520i è stata proposta in una versione particolare per i mercati elvetico ed austriaco. Oltre a queste differenze, ve ne sono state anche altre, ma ciò che ha fatto la differenza, è stata nuovamente la produzione in Sudafrica e quella prevista per il mercato statunitense. Mentre per quest'ultimo, la produzione avveniva in Germania, le vetture destinate al mercato sudafricano venivano prodotte proprio in loco, esattamente come per la E12. Lo stabilimento BMW in Sudafrica era situato a Rosslyn, nei pressi di Pretoria, e la gamma prevedeva meno modelli che non nei mercati europei. Si partiva dalla 520i, per proseguire con la 525e (con motore ad alta efficienza), con la 528i e con le performanti M535i ed M5. La produzione a Rosslyn terminò nel marzo del 1989.
Vi sono state differenze anche nella gamma statunitense, ma gli aspetti più significativi riguardano altri aspetti, che si ritrovano specialmente nelle prestazioni ridotte, in modo da soddisfare i più stringenti criteri antinquinamento vigenti all'epoca oltreoceano, ma anche nei tipici paraurti maggiorati che includevano un sistema di smorzamento dei piccoli urti.

## Riepilogo modelli
Di seguito vengono mostrate le caratteristiche delle varie versioni previste per la gamma E28:
| Modello            | Motore   | Cilindrata cm³ | Alimentazione                                        | Potenza CV/rpm | Coppia Nm/rpm | Massa a vuoto (kg) | Velocità max | Acceler. 0–100 km/h | Consumo medio (l/100 km) | Periodo di produzione in Europa | Esemplari prodotti in Europa | Esemplari prodotti in Sudafrica | Esemplari totali |
| Versioni a benzina |          |                |                                                      |                |               |                    |              |                     |                          |                                 |                              |                                 |                  |
| 518                | M10B18   | 1766           | Carburatore                                          | 90/5500        | 140/4000      | 1.160              | 164          | 14"                 | 9.2                      | 06/81-09/84                     | 40.906                       | -                               | 40.906           |
| 518i               | M10B18   | 1766           | Iniezione meccanica                                  | 105/5800       | 145/4500      | 1.160              | 175          | 12"6                | 8                        | 06/81-12/87                     | 37.268                       | -                               | 37.268           |
| 520i               | M20B20LE | 1990           | Iniezione meccanica                                  | 125/5800       | 165/4500      | 1.220              | 185          | 11"8                | 10.3                     | 06/81-12/87                     | 201.168                      | 3.280                           | 204.448          |
| 520i               | M20B20LE | 1990           | Iniezione elettronica                                | 129/6000       | 174/4300      | 1.270              | 190          | 12"1                | 10                       | 1985-87                         | 201.168                      | -                               | 204.448          |
| 520i Kat           | M20B20LE | 1990           | Iniezione elettronica                                | 129/6000       | 164/4300      | 1.270              | 190          | 12"1                | 10                       | 09/86-12/87                     | 201.168                      | -                               | 204.448          |
| 525i               | M30B25   | 2494           | Iniezione meccanica                                  | 150/6000       | 215/3700      | 1.280              | 197          | 9"6                 | 11.6                     | 06/81-12/87                     | 54.063                       | -                               | 54.063           |
| 525e               | M20B27   | 2693           | Iniezione meccanica                                  | 122/4250       | 230/3250      | 1.250              | 185          | 9"6                 | -                        | 03/84-12/87                     | 40.621                       | 3.557                           | 44.178           |
| 528e               | M20B27   | 2693           | Iniezione meccanica                                  | 122/4250       | 230/3250      | 1.300              | 185          | -                   | -                        | 1981-87                         | 89.853                       | -                               | 89.853           |
| 528e               | M20B27   | 2693           | Iniezione meccanica                                  | 127/4250       | 230/3250      | 1.300              | 190          | -                   | -                        | 1987                            | 89.853                       | -                               | 89.853           |
| 528i               | M30B28   | 2788           | Iniezione elettronica                                | 184/5800       | 240/3700      | 1.390              | 209          | 8"1                 | 12.6                     | 06/81-12/87                     | 80.775                       | 1.679                           | 82.454           |
| 533                | M30B32   | 3210           | Iniezione elettronica                                | 181            | 264           | 1.420              | 216          | -                   | -                        | 1983-84                         | -                            | -                               | circa 10 000     |
| 535i               | M30B34   | 3430           | Iniezione elettronica                                | 192/5400       | 290/4000      | 1.390              | 232          | -                   | -                        | 10/84-12/87                     | 45.655                       | -                               | 45.655           |
| M535i              | M30B34M  | 3430           | Iniezione elettronica                                | 218/5500       | 310/4000      | 1.430              | 222/235      | 7"5                 | -                        | 06/81-10/87                     | 9.483                        | 821                             | 10.504           |
| M5                 | M88/3    | 3453           | Iniezione elettronica                                | 286/6500       | 340/4500      | 1.465              | 245          | 6"5                 | 11.4                     | 10/84-11/87                     | 2.145                        | 150                             | 2.295            |
| Versioni a gasolio |          |                |                                                      |                |               |                    |              |                     |                          |                                 |                              |                                 |                  |
| 524d               | M21D25   | 2443           | Iniezione indiretta con precamera                    | 86/4600        | 152/2500      | 1.300              | 164          | 18"1                | -                        | 09/86-12/87                     | 4.239                        | -                               | 4.239            |
| 524td              | M21TD25  | 2443           | Iniezione indiretta con precamera e turbocompressore | 115/4800       | 210/2400      | 1.330              | 180          | 12"9                | -                        | 1983-87                         | 74.473                       | -                               | 74.473           |

1. ↑  Fino al settembre 1984, solo per alcuni mercati esteri / Predisposta per il montaggio del catalizzatore
2. ↑  Dal 1985 al 1987 anche in versione da 120 CV, prevista solo per i mercati austriaco e svizzero / Nel 1987, anche in versione 520iL, prevista solo per l'Italia
3. ↑  Solo per i mercati USA e giapponese
4. ↑  Prodotta anche in Sudafrica fino al marzo del 1989
5. ↑  Solo per il mercato USA
6. ↑  185 cv in versione catalizzata